# Latoszynka
Latoszynka (ros. Лятошинка) – wieś w Rosji, w obwodzie wołgogradzkim, w rejonie staaropołtawskim. W 2021 liczyła 552 mieszkańców, głównie Tatarów.